# 7076 Divnýjanko
7076 Divnýjanko eller 1980 UC är en asteroid i huvudbältet som upptäcktes den 30 oktober 1980 av den tjeckiske astronomen Zdeňka Vávrová vid Kleť-observatoriet. Den är uppkallad efter den slovakiske poeten Janko Kráľ.
Asteroiden har en diameter på ungefär 13 kilometer.